# August Wehrmann
August Wehrmann (* 26. Februar 1894 in Nalhof; † 16. März 1970 ebenda) war ein deutscher Politiker (SPD).
Wehrmann war der Sohn eines Töpfers. Er besuchte die Volksschule, machte dann eine Lehre als Zimmerer in Lemgo und besuchte dann das Technikum Lemgo. Zwischen 1915 und 1916 war er Soldat und kehrte als Kriegsbeschädigter zurück. Seit 1916 war er Techniker und selbständiger Zimmerermeister in Nalhof. Er war evangelischer Konfession und verheiratet.
Bei der Landtagswahl in Lippe 1921 kandidierte er auf Platz 11 der SPD-Liste und rückte nach der Bildung des Landespräsidiums als letzter SPD-Abgeordneter in der Landtag Lippe nach. Er gehörte dem Landtag bis zum Ende der Wahlperiode 1925 an. Von 1923 bis 1930 war er Bürgermeister in Nalhof. 1948 bis 1967 war er erneut Bürgermeister in Nalhof.